# Sylvia Moosmüller
Sylvia Moosmüller (* 6. April 1954 in Mondsee; † 17. April 2018 in Wien) war eine österreichische Phonetikerin und Linguistin.

## Leben
Moosmüller studierte allgemeine und angewandte Sprachwissenschaft in Wien und dissertierte 1984 mit dem Thema „Soziale und psychosoziale Sprachvariation: eine quantitative und qualitative Untersuchung zum gegenwärtigen Wiener Deutsch“, eine Analyse der soziophonologischen Situation in Wien im Rahmen der Wiener soziophonologischen Schule. Sie arbeitete anschließend in verschiedenen Projekten zur Phonologie des Wienerischen Deutsch v. a. zusammen mit Wolfgang U. Dressler. 1991 erschien das Buch „Hochsprache und Dialekt in Österreich: Soziophonologische Untersuchungen zu ihrer Abgrenzung in Wien, Graz, Salzburg und Innsbruck“, das die Sprachmodi und Spracheinstellungen in vier österreichischen Städten untersucht.
Neben den phonologischen und phonetischen Studien hat sie zum Bereich feministische Linguistik und Geschlechterstudien beigetragen.
Seit 1992 arbeitete sie im Bereich forensische und allgemeine Phonetik an der Kommission für Schallforschung (später: Institut für Schallforschung) der Österreichischen Akademie der Wissenschaften (ÖAW) und lehrte regelmäßig an der Universität Wien Phonetik und Phonologie und an der Fachhochschule Campus Wien im Studienfach Logopädie-Phoniatrie-Audiologie, fallweise auch an der Universität Graz. Am Institut für Schallforschung der ÖAW war sie Leiterin des Bereichs Phonetik sowie von 2008 bis 2015 stellvertretenden Direktorin.
Mit ihrer Habilitationsschrift (2007) „Vowels in Standard Austrian German: an acoustic-phonetic and phonological analysis“ wurde sie 2008 zum „Associate Professor für angewandte Sprachwissenschaft, Phonetik und Phonologie“ an der Universität Wien.
Sylvia Moosmüller war Secretary of the International Association for Forensic Phonetics and Acoustics (IAFPA), und Mitglied der Working Group for Forensic Speech and Audio Analysis in the European Network of Forensic Science Institutes.

## Bibliographie (Auswahl)
- Soziophonologische Variation im gegenwärtigen Wiener Deutsch. Eine empirische Untersuchung (= Zeitschrift für Dialektologie und Linguistik. Beihefte. 56). Steiner, Stuttgart 1987, ISBN 3-515-05093-0 (Zugleich: Wien, Universität, Dissertation, 1984).
- Sociophonology. In: Peter Auer, Aldo di Luzio (Hrsg.): Variation and Convergence. Studies in Social Dialectology (= Soziolinguistik und Sprachkontakt. 4). de Gruyter, Berlin u. a. 1988, ISBN 3-11-011045-8, S. 76–93.
- Hochsprache und Dialekt in Österreich. Soziophonologische Untersuchungen zu ihrer Abgrenzung in Wien, Graz, Salzburg und Innsbruck (= Sprachwissenschaftliche Reihe. 1). Böhlau, Wien u. a. 1991, ISBN 3-205-05455-5.
- Assessment and Evaluation of Dialect and Standard in Austria. In: Iwar Werlen (Hrsg.): Verbale Kommunikation in der Stadt (= Tübinger Beiträge zur Linguistik. 1). Narr, Tübingen 1995, ISBN 3-8233-5072-2, S. 295–316.
- Evaluation of language use in public discourse. In: Patrick Stevenson (Hrsg.): The German Language and the Real World. Sociolinguistic, Cultural, and Pragmatic Perspectives on Contemporary German. Clarendon Press, Oxford 1995, ISBN 0-19-824054-6, S. 257–278.
- Die österreichische Variante der Standardaussprache. In: Eva-Maria Krech, Eberhard Stock (Hrsg.): Beiträge zur deutschen Standardaussprache. Bericht von der 16. Sprechwissenschaftlichen Fachtagung am 15. und 16. Oktober 1994 an der Martin-Luther-Universität Halle-Wittenberg zum Gedenken an Hans Krech  (= Hallesche Schriften zur Sprechwissenschaft und Phonetik. 1). Dausien, Hanau u. a. 1996, ISBN 3-7684-6538-1, S. 204–214.
- Vowels in Standard Austrian German. An acoustic-phonetic and phonological analysis. Wien 2007, (Wien, Universität, Habilitations-Schrift, 2007).
- Sound changes and variation in the Viennese dialect. In: Kamilia Dębowska-Kozłowsk, Katarzyna Dziubalska-Kołaczyk (Hrsg.): On words and sounds. A selection of papers from the 40th PLM, 2009. Cambridge Scholars Publishing, Newcastle upon Tyne 2011, ISBN 978-1-4438-3161-1, S. 134–147.
- als Herausgeberin mit Carolin Schmid, Manfred Sellner: Phonetik in und über Österreich (= Österreichische Akademie der Wissenschaften. Philosophisch-Historische Klasse. Sitzungsberichte. 880 = Veröffentlichungen zur Linguistik und Kommunikationsforschung. 31). Verlag der Österreichischen Akademie der Wissenschaften, Wien 2017, ISBN 978-3-7001-7848-4.
- Kleine Geschichte der Phonetik in Österreich. In: Sylvia Moosmüller, Carolin Schmid, Manfred Sellner (Hrsg.): Phonetik in und über Österreich (= Österreichische Akademie der Wissenschaften. Philosophisch-Historische Klasse. Sitzungsberichte. 880 = Veröffentlichungen zur Linguistik und Kommunikationsforschung. 31). Verlag der Österreichischen Akademie der Wissenschaften, Wien 2017, ISBN 978-3-7001-7848-4, S. 7–13.